# 猟銃 (小説)
「猟銃」（りょうじゅう）は、1949年に発表された井上靖の短編小説。「闘牛」とともに第22回芥川龍之介賞受賞作。

## 概要
現在では、井上の他の短編小説「闘牛」「比良のシャクナゲ」と共に、作品集『猟銃・闘牛』（新潮文庫）に収められ、発売されている。
内容は「1人の男性への3人の女性（不倫相手・男性の妻・不倫相手の娘（母親とは違って不倫関係は無い））からの手紙」を通して、4人の男女の4者4様の複雑な心理模様を描き切った恋愛心理小説である。
作品で描かれている時代は戦前から戦後にかけてで、主な舞台は阪神間と呼ばれる兵庫県芦屋市、西宮市、神戸市近辺で、戦前の阪神間モダニズムも知ることができる作品である。
また、英語・フランス語・ドイツ語・イタリア語などの外国語にも翻訳され、出版されている。

## 主な登場人物

### 導入部とラスト
- 私：ストーリーテラーで、本編には無関係。氏名は明かされず、原作の井上靖本人でもない。

### 本編
- 三杉穣介：実業家。
- みどり：三杉穣介の妻。
- 彩子：みどりの従姉妹。三杉穣介の不倫相手。
- 薔子（しょうこ）：彩子の娘。
- 門田礼一郎：医師。彩子の離婚した夫で、薔子の父。
- 女：門田が過去に関係していた女[1]。

## 要旨
この小説は恋愛心理小説であり、「猟銃」という題名から連想される殺意や殺人事件などは発生しない。
詩の同人雑誌に自己流の詩を掲載している「私」が友人に依頼されて、ある年の11月初旬に「私」は伊豆の天城山麓ですれ違った1人の中年猟師の姿に哀愁と感銘を受けて、「猟銃」と題する詩を創作した後、同11月末に狩猟関連の機関誌へ寄稿する。数ヵ月後に「私」の所へ三杉穣介という全く面識の無い男性から手紙が届く。その手紙には「機関誌に掲載された詩を拝読して、描かれている猟人は自分のことではないかと思いました。手元に自分宛ての3通の手紙があるのですが、貴方（＝私）に読んで頂きたい気持ちが起こりました。読んで下さった後は私に代わって破棄して頂いて結構。貴方と伊豆ですれ違ったのは、この3通の手紙を受け取った直後の頃だったと思われます。私が狩猟の趣味を始めたのはその数年前からで、始めてからはずっと猟銃は私の肩になくてはならないもののようでした。」と書かれていた。そして翌々日、三杉に宛てて書かれた3通の手紙が別便で「私」の所に送付されて来る。
3通の手紙は順に〈薔子の手紙・みどりの手紙・彩子の手紙〉で構成されている。
ラストは3通の手紙を読み終えた私が再度登場して、三杉からの手紙も再読し、「この〈破棄していいという3通の手紙〉を受け取る数年前から既に、1人で出来る狩猟の趣味を始めていた?…。一体、三杉が3通の手紙を読んだ時は何を思ったのだろうか?」について分析し、終了する。

## 映画
1961年に松竹で映画化。カラー映画。松竹からVHSビデオが発売されていた。

### 出演者
- 三杉穣介：佐分利信
- 彩子：山本富士子
- みどり：岡田茉莉子
- 薔子：鰐淵晴子
- 門田礼一郎：佐田啓二
- 門田が過去に関係した女：乙羽信子
- 舞男 : 田浦正巳

### スタッフ
- 監督：五所平之助
- 脚色：八住利雄
- 原作：井上靖
- 製作：月森仙之助 、 佐野博
- 音楽：芥川也寸志
- 撮影協力：蒲郡ホテル、市原亀之助商店、十日町織物、京都西陣

### あらすじ
芦屋に住む彩子の元に女が現れ、夫・門田の子供だという少女・薔子を置いていく。彩子は夫に離婚を切り出し、従妹のみどりの夫・三杉と不倫関係に陥る。二人の関係に気づくみどりだが、知らぬふりをしたまま夫婦関係を続け、彩子と三杉の情事も8年を数えた。薔子も年頃の娘に成長し、三杉家とも家族ぐるみの付き合いが続き、表面的には平和な日々を送っていた。

## テレビドラマ

### 1957年版
1957年1月12日から同年2月23日までKRT（現：TBS）でドラマ化。初のドラマ化であり、唯一の連続ドラマ。放送時間は毎週土曜20:00 - 20:30（JST）。

#### 出演者
- 東美恵子
- 大塚道子
- 清水元
- 南美野勇

#### スタッフ
- 脚本：西島大

### 1963年版
1963年11月3日にNETの『日本映画名作ドラマ』で単発ドラマ化。

#### 出演者
- 扇千景
- 佐田啓二
- 南風洋子
- 小栗一也

## その他の映像化
2003年2月18日にNHK-BS2の『朗読紀行 にっぽんの名作』で単発の映像化。

### 出演者
- 大竹しのぶ
- 松重豊

### スタッフ
- 演出：行定勲

## 舞台
カナダ東海岸・モントリオールと日本で、2011年9月から同年11月にわたって本作を原作とした舞台劇が上演された。日本人女優・中谷美紀とカナダ人俳優（フィジカル・アクター）のロドリーグ・プロトーによる二人芝居で、スタッフにはカナダの演出家・フランソワ・ジラールを中心にシルク・ドゥ・ソレイユ『ZED』のクリエイターたちが結集した。モントリオール公演での題名は『Le fusil de chasse』（フランス語で「猟銃」の意味）。モントリオールでは日本語で演じながらも、フランス語の字幕付きでの上演となった。当初は日本で初演を迎える予定であったが、モントリオールでの初演は全公演のチケットが完売し、初日の上演後にはスタンディングオベーションで迎えられるなど大成功を収めた。
中谷は、出演映画『シルク』の監督であったジラールから打診を受け、舞台初出演を決め、自らの希望で薔子・みどり・彩子の三役を1人で演じることとなった。二人芝居ではあるが、中谷によるモノローグ芝居が中心で、相手役のプロトーは無言を貫き、中谷の背後での身体表現のみという斬新な演出となっている。

### 出演者
- 薔子 / みどり / 彩子（三役）：中谷美紀
- 三杉穣介：ロドリーグ・プロトー

### スタッフ
- 演出：フランソワ・ジラール
- 翻案：セルジュ・ラモット
- 日本語監修：鴨下信一
- 後援：カナダ大使館、ケベック州政府在日事務所
- 企画制作：パルコ（日本）、Usine C（カナダ）

### 日程

#### カナダ・モントリオール公演
- 公演日：2011年9月7日 - 9月10日
- 劇場：モントリオール・Usine C

#### 日本公演
| 公演       | 公演日                   | 劇場                     |
| ---------- | ------------------------ | ------------------------ |
| 東京公演   | 2011年10月3日 - 10月23日 | PARCO劇場                |
| 兵庫公演   | 2011年10月29日 - 30日    | 兵庫県立芸術文化センター |
| 新潟公演   | 2011年11月6日            | 新潟市民芸術文化会館     |
| 福岡公演   | 2011年11月18日 - 19日    | キャナルシティ劇場       |
| 名古屋公演 | 2011年11月23日 - 24日    | 名鉄ホール               |
| 京都公演   | 2011年11月27日           | 京都芸術劇場             |

## オペラ
オーストリアのブレゲンツで開催されたブレゲンツ音楽祭2018において、2018年8月15日に本作を原作としたオペラ（独語原題:DAS JAGDGEWEHR）が世界初演された。作曲者はオーストリアの作曲家トーマス・ラルヒャー。作品は全3幕で幕間の休憩はなく連続して上演された（上演時間:1時間40分）。

### 出演者
- 詩人/ロビン・トリットシュラー（テノール）
- 穣介/アンドレ・シュエン （バリトン）
- 薔子 / サラ･アリスティド（ソプラノ）
- みどり /ジュリア･ペリ（ソプラノ）
- 彩子/オリビア・バーミューレン（ソプラノ）
- 指揮/マイケル・ボダー
- 管弦楽/アンサンブル・モデルン/スコラ・ハイデルベルク

### 日程
- 2018年8月15日（世界初演） 8月17日 8月18日　合計3回の公演